# Tavoletta Carnarvon
La Tavoletta Carnarvon (o meglio le tavolette) è un reperto archeologico egizio.
Si tratta di due tavole di legno ricoperte di scrittura ieratica rinvenute nel 1909 nella tomba n 9 della necropoli di Tebe dall'archeologo Howard Carter che operava con il patrocinio finanziario di Lord Carnarvon. 
Il testo riportato sulle tavolette è la copia di un testo epigrafico relativo alle campagne del sovrano egizio Kamose contro gli Hyksos. Tale testo trova riscontro nell'opera letteraria La disputa tra Apopis e Seqenenra contenuta nel papiro Sellier I conservato presso il British Museum di Londra. 
Della stele originaria, di grandi dimensioni, si conoscono alcuni frammenti e il testo delle tavolette corrisponde alla parte iniziale della stele.
Nel 1954 è stata scoperta a Karnak una stele, ritenuta gemella della prima, recante anch'essa un testo sulle condizioni dell'Egitto sotto il dominio Hyksos